# Pseudochazara euxina
Pseudochazara euxina е вид насекомо от семейство Многоцветници (Nymphalidae). Видът е застрашен от изчезване.

## Разпространение и местообитание
Видът е ендемичен за Крим. Среща се в умерените гори и пасища. Застрашен е от загуба на местообитания.